# Alexander Wladimirowitsch Karasjow

Alexander Karasjow 2009. Lesung im Soschtschenko Museum

Alexander Wladimirowitsch Karasjow (russisch Алекса́ндр Влади́мирович Карасёв; * 1971 in Krasnodar, UdSSR).

## Biografie
Alexander Karasjow hat einen Abschluss in Geschichte und Rechtswissenschaften der Staatlichen Universität des Kuban-Gebiets (Russland). Er arbeitete als Schlosser, Maschinist, Lehrer und Rechtsberater. Er diente in der Armee und nahm am Tschetschenienkrieg teil.
Er lebt in Sankt Petersburg.
Seit 2003 wird Alexander Karasjow in Literaturzeitschriften publiziert. Er erhielt den Bunin Preis als „Entdeckung des Jahres“ (2008) und zweiten Preis O. Henry „Dary Volhvov“ (Das Geschenk der Weisen) (New York, 2010). Er ist Autor der Bücher „Tschetschenische Erzählungen“ (Tschetschenskie Rasskasy) und „Verräter“ (Predatel’).
Alexander Karasjow wird wie Arkadi Babtschenko und Sachar Prilepin zu den Vertretern des russischen Neuen Realismus des 21. Jahrhunderts gezählt und setzt die Tradition der „Leutnantsprosa“ der 1960er und 1970er und der Militärprosa der 1990er fort.

„Es scheint, dass unsere jüngere Generation von Autoren, bereits als ‚Neue Realisten‘ bezeichnet, das verstehen. Als Generation in einem freien Russland aufgewachsen verbinden sie beide Trends von Gogols. Sie haben seit der Kindheit Fremdsprachenkenntnisse, die ihren Vorfahren nicht zugänglich waren, haben freie Rede ohne Zensur, bereisen die ganze Welt – um Gogols geliebtes Rom zu besuchen, wo er Die toten Seelen schrieb – und  lesen Bücher, die verboten waren, und kreieren  eine neue Art von Literatur. Sie sehen deutlich alles das, was in der neuen Gesellschaft falsch ist, und sind bei weitem nicht konformistisch, aber sie sind keine Rebellen im Sinne des 20. Jahrhunderts (z. B. Anarchisten, Hippies, die 1968er in Frankreich). Sie sind Autoren, für die es einen Platz für das Predigen im Journalismus, im sozialen und politischen Schreiben und in den Medien gibt, die aber das „direktes Handeln“ im Verantwortungsbereich der Zivilgesellschaft sehen. Ihre Namen sind den „allgemeinen Lesern“ noch nicht so bekannt, aber – glauben Sie mir – die Zukunft gehört ihnen. Deshalb werde ich einige Namen nennen, die ich persönlich kenne: Sachar Prilepin, Alexander Karasjow, Dmitri Falejew, Wladimir Lortschenkow, Tatjana Samirowskaja, Peter Orechowski, Anton Netschajew, Iwan Klinowoj, Alexander Silajew, Jewgeni Bewers, Andrei Muchin, Marta Ketro, Alexander Snegirjow und Wiktorija Lebedewa. Ich rate Ihnen, sich diese Namen zu merken, für den Fall. Denn gute Autoren findet man nicht so viele.“

## Auszeichnungen
Für seine Werke hat er  folgende Literaturpreise erhalten: Stepanowa-Preis (Region Krasnodar, 2005), Bunin-Preis in der Kategorie „Entdeckung des Jahres“ (2008),  zweiter Preis O. Henry Prize “Dary Volhvov” (Das Geschenk der Weisen) (New York, 2010).

## Bücher
- Tschetschenische Erzählungen. (Russisch – Чеченские рассказы, transkr. Tschetschenskie Rasskasy). Literarisches Russland, Moskau 2008, ISBN 978-5-7809-0114-3.
- Verräter. (russisch Предатель, transl. Predatel). Vagant, Ufa 2011, ISBN 978-5-9635034-4-7.[8][9]

In seinen „Tschetschenischen Erzählungen“ und „Verräter“, die als Beispiele für die moderne russische Kriegsprosa gesehen werden, gibt Alexander Karasjow Einblicke in das Leben in der russischen Armee während des zweiten Tschetschenienkrieges. Der Autor beschreibt den modernen Krieg und die moderne Kriegsführung, bezieht sich dabei aber nicht auf Informationen aus zweiter Hand, sondern auf seine eigenen Erfahrungen. Karasjows Kurzgeschichten sind oft genauso tragikomisch wie die russische Armee selbst und zeigen die Charaktere sowohl im Krieg als auch im zivilen Leben, im sogenannten “Leben im Frieden” (“мирная жизнь”).

## Erzählungen in Anthologien
- Современная литература народов России. (Moderne Literatur der Völker Russlands). Pik, Moskau 2005, ISBN 5-7358-0288-7.
- Народ мой – большая семья: Литература наших дней. (Mein Volk – eine große Familie. Literatur unserer Tage). Literarisches Russland, Moskau 2007, ISBN 978-5-7809-0111-2.
- Четыре шага от войны. (Vier Schritte vom Krieg). Limbus Press, Sankt Petersburg 2010, ISBN 978-5-8370-0538-1.
- Дары волхвов. 2.0 (Das Geschenk der Weisen). Vadimedia, New York 2012.

## Erzählungen in Literaturzeitschriften
Alexander Karasjows Erzählungen und Essays wurden in folgenden russischen Literaturzeitschriften publiziert: Novy mir (Новый мир), Oktjabr' (Октябрь), Völkerfreundschaft (Дружба народов), Kontinent (Континент), Neva (Нева), Ural (Урал), Nash sovremennik (Наш современник), Belskie prostory (Бельские просторы).

### Autor
auf Deutsch:
- Offiziellen Website.

in Russisch:
- Alexander Karasjow. In: Новая литературная карта России. (Neue literarische Landkarte Russlands)

### Publikationen
- Schurnalny sal (Portal – russischer Literaturzeitschriften)
- Сетевая словесность (Setewaja slowesnost’ – Literatur im Internet)
- Русский журнал – russisches Journal

### Interviews (russisch)
- Нужна основательная встряска. (Interview mit Andrej Rudaljow) (Memento vom 3. April 2014 im Internet Archive)
- Критик – это как в армии замполит. (Memento vom 28. April 2009 im Internet Archive) (Interview mit Sachar Prilepin)

## Belege
1. ↑  Megalit (Eurasian portal of Literary Magazines): “Александр Карасёв” (Memento vom 23. Oktober 2013 im Internet Archive)
2. ↑  Огрызко, Вячеслав (Ogrysko, Wjacheslaw): Русские писатели. Современная эпоха. Лексикон: Эскиз будущей энциклопедии. (Russische Schriftsteller. Das moderne Zeitalter. Lexikon: Entwurf einer zukünftigen Enzyklopädie). Литературная Россия (Literarisches Russland), Moskau 2004, ISBN 5-7809-0062-0.
3. ↑  Огрызко, Вячеслав (Ogrysko, Wjacheslaw): Кто сегодня делает литературу в России. (Wer macht heute Literatur in Russland). Литературная Россия (Literarisches Russland), Moskau 2006, ISBN 5-7809-0113-9.
4. 1 2  Встреча с писателем Александром Карасёвым (Alexander Karasjow – Evening at the Soschtschenko Museum). In: Новая литературная карта России (Neue Karte der Literatur Russlands), 6. April 2009. Abgerufen am 27. Januar 2021.
5. 1 2 3  Popov, Yevgeni (Popow, Jewgeni): Who can follow Gogol’s footsteps. (Memento vom 2. Dezember 2013 im Internet Archive) In: Russia now. 21. April 2009 (PDF; 1,9 MB), S. 5. Abgerufen am 27. Januar 2021.
6. ↑  Аристов, Денис (Aristow, Denis): О природе реализма в современной русской прозе о войне (2000-е годы). In: Journal Perm State Pedagogical University, 2011 (2).  (PDF; 231 kB) Abgerufen am 17. April 2013. (In the article Russian military fiction of the 2000-s is regarded: its problems, genesis and functioning in the modern literary process, reader and critic reception. Naturalistic, realistic poetics of A. Babtschenko, S. Prilepin and A. Karasjow, sharply contrasting with postmodernist poetics of Russian prose of the late XXth century and determining critics to speak about “new realism”, is considered in the context of precedent literary tradition, the tradition of “lieutenants prose” of the 1960-1970-s (novels and stories by J. Bondarew, G. Baklanow, K. Worobjow, Wassil Bykau) and military prose of the early 1990-s (works by W. Astafjew, O. Jermakow)).
7. ↑  Дарья Суховей (Darja Suchowej): По стопам Зощенко (Memento vom 27. Juni 2009 im Internet Archive) In: Literaturnaja Rossija, 10. April 2009.
8. 1 2  Подховник, Эдит (Podhovnik, Edith): Незнакомая война. In: Октябрь. 2012 (12).(online) Abgerufen am 14. April 2013. (Dieser Aufsatz beschreibt die Wahrnehmung des Krieges in Österreich in Bezug auf das Buch “Verräter” des russischen Schriftstellers Alexander Karasjow).
9. 1 2  Мызников, Александр (Mysnikow, Alexander): Облик предателя. In: Polit.ru, 12. März 2010. (online) Abgerufen am 15. April 2013.
10. ↑  Пустовая, Валерия (Pustowaja, Walerija): “Человек с ружьём: смертник, бунтарь, писатель. О молодой “военной” прозе (Sachar Prilepin – Arkadi Babtschenko – Denis Gutsko – Alexander Karasjow)”. In: Novy mir (Новый мир), 2005 (5). Abgerufen am 17. April 2013 (The article presents an overview of works on contemporary war literature in Russia. Poet Sergej Michajlow writes the poem “The Six of Them Went Off to War” that gives the readers illusions, ornaments and renders a state that war is clearly presented. Prose writer Aleksander Karasjow writes stories to pave his path as his latest pieces are set in civilian life but still focus on the image of officers like “The Chess Queen”).
11. ↑  Druzhba narodov (Völkerfreundschaft) (2005). “Summary” in: Дружба народов, 2005 (4). Abgerufen am 16. April 2013.
12. ↑  Журнальный зал (Society of Russian Literary Magazines): “Александр Карасёв”.  Abgerufen am 16. April 2013.
13. ↑  Megalit (Eurasian portal of Literary Magazines): “Александр Карасёв” (Memento vom 23. Oktober 2013 im Internet Archive)

| Personendaten    | Personendaten                              |
| ---------------- | ------------------------------------------ |
| NAME             | Karasjow, Alexander Wladimirowitsch        |
| ALTERNATIVNAMEN  | Карасёв, Алекса́ндр Влади́мирович (russisch) |
| KURZBESCHREIBUNG | russischer Autor                           |
| GEBURTSDATUM     | 25. November 1971                          |
| GEBURTSORT       | Krasnodar, UdSSR                           |